# Club Deportivo Valdefierro

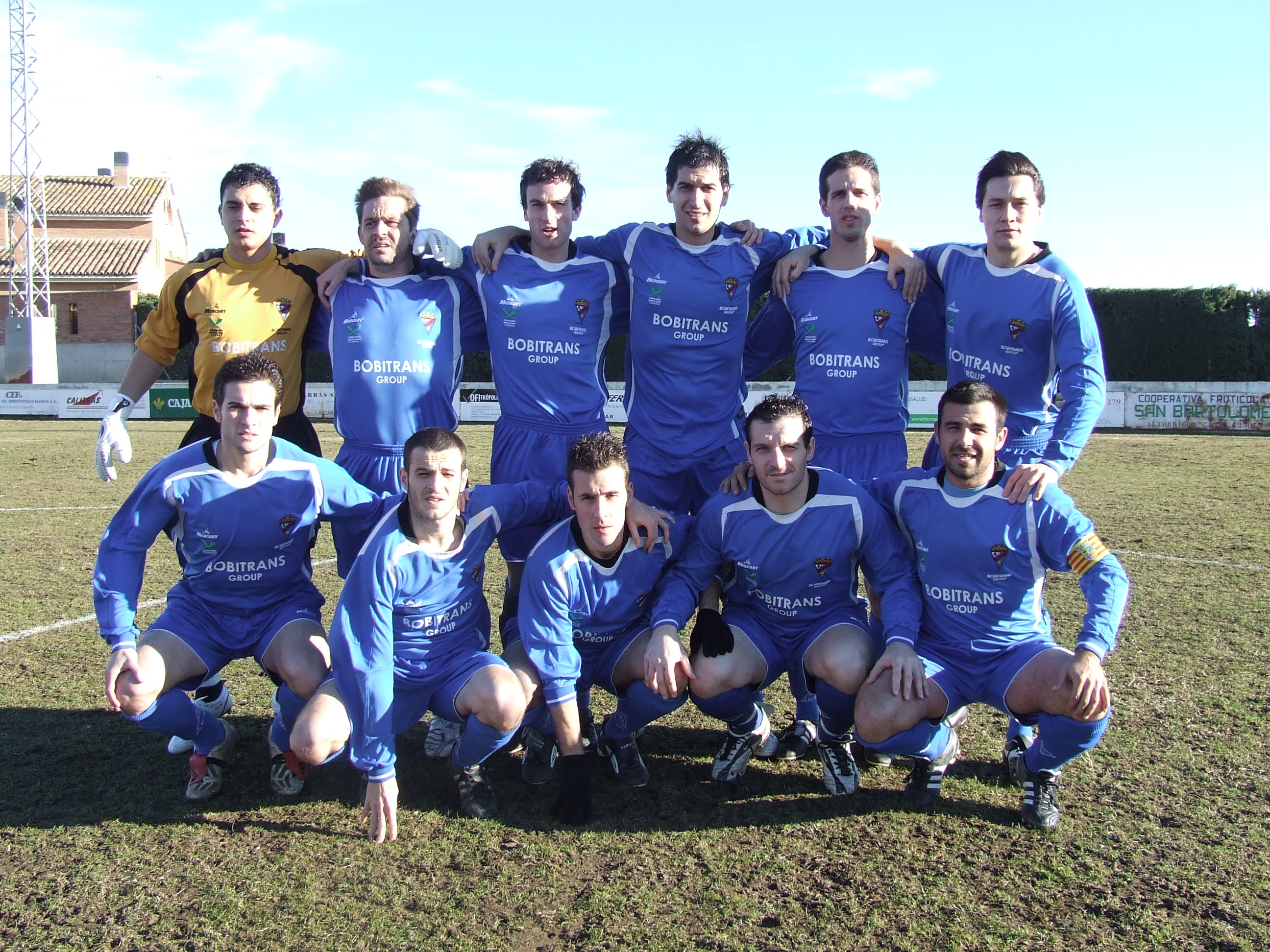
El once del Valdefierro posa antes de un encuentro en la temporada 2008-09.

El Club Deportivo Valdefierro es un club de fútbol del barrio zaragozano de Valdefierro, en Aragón. Fue fundado en 1960  y compite actualmente en la Regional Preferente de Aragón (Grupo I).

## Historia
Club con una larga trayectoria en la ciudad de Zaragoza, buena parte de sus esfuerzos los dedica al fútbol base, contando con una amplia cantera.

## Equipación
- Primera equipación: camiseta azul, pantalones azules y medias blancas.
- Segunda equipación: camiseta roja, pantalones blancos y medias rojas.

## Estadio
El club disputa sus partidos como local en el campo municipal de fútbol de Valdefierro, en el mismo barrio zaragozano de Valdefierro, con capacidad para unos 800 espectadores, y con superficie de juego es de césped artificial.
Actualmente, el Club Deportivo Valdefierro cuenta con los siguientes campos de fútbol en sus instalaciones para la práctica y entrenamiento de sus equipos sénior y base:
- Un campo de fútbol 7
- Un campo de fútbol 11
- Un campo de fútbol 3
- Dos campos transversales al campo de fútbol 11 de fútbol 7.

## Presidentes
| - 1960-1964: Francisco Braulio. - 1964-1974: Antonio Díaz. - 1974-1979: José Luis Urbano. - 1979-1980: Pascasio Ruíz. - 1980-1981:José Luis Lacueva. - 1981-1982: Ángel Aznar. - 1982-1986: Agustín Gomara. - 1986-1987: Virgilio López. |  | - 1987-1991: Antonio Molina. - 1991-1994: Agustín Coronil. - 1994-2002: Francisco Pescador. - 2002-2007: Agustín Coronil. - 2007-2014: José Mari Roldán. - 2014-2021: Miguel Asensio. - 2021-2023: Javi Sánchez. - 2023-Presente: Toño Cascante. |

## Datos del club
- Temporadas en Tercera División / Tercera Federación: 7.
- Mejor puesto en la liga: 5.º (temporada 2011-12).
- Peor puesto en la liga: 20.º (temporada 2019-20).